# Проспект Жукова (Минск)
Проспект Жукова — проспект в Минске. Назван именем Маршала Советского Союза Жукова.

## История
Ещё в 1970-х годах для разгрузки транспортного потока Западной и Юго-Западной части Минска был спроектирован участок так называемого второго транспортного кольца. По задумке проектировщиков улицу Аэродромную планировалось соединить с улицей Денисовской, а также проложить новую транспортную магистраль, которая позволила бы соединить улицу Аэродромную с проспектом Пушкина. Строительство будущей магистрали, получившей в дальнейшим название проспект Жукова, началось в конце 1970-х годов. В 1981 году была открыта первая очередь магистрали, от проспекта Пушкина до развязки с улицами Карла Либкнехта и Розы Люксембург. В 1983 году вторая очередь, от развязки с улицами Розы Люксембург и Либкнехта, до развязки с проспектом Дзержинского. В 1987 году третья, от Дзержинского до улицы Железнодорожной и в 1990 году четвертая очередь, путепровод от Железнодорожной до улицы Брилевской. В ходе строительства четвертой очереди магистрали пришлось построить путепровод длинной свыше 1 километра, который позволил провести магистраль через улицу Железнодорожную и большое количество железнодорожный путей станции «Минск-Сортировочный». В начале 1990-х годов этот путепровод был соединен с магистралью улицы Аэродромная.

## Расположение
Проспект Жукова является частью Второго кольца в Минске, соединяет проспект Пушкина с улицей Аэродромной.
В начале проспекта Жукова по нему проходит граница Московского и Фрунзенского районов Минска. Большая часть проспекта Жукова находится в Московском районе Минска, конец проспекта Жукова — в Октябрьском районе.

## Сооружения

Трёхуровневая транспортная развязка на пересечении проспектов Дзержинского и Жукова

Проспект Жукова проходит по нижнему уровню единственной в Беларуси трёхуровневой транспортной развязки (под проспектом Дзержинского). Третий уровень развязки был построен в 2011 году.
Проспект Жукова проходит по трём мостам, один из которых имеет длину более километра и проходит над двумя ветками Брестского направления Белорусской железной дороги.